# Gran Hongria

El Regne d'Hongria el 1918

Gran Hongria (en  hongarès:Nagy-Magyarország) és un concepte polític irredemptista que propugna la unificació de tots els hongaresos o hongareso-parlants en un mateix estat. Aquest concepte polític nasqué arran de la derrota a la Primera Guerra Mundial de l'Imperi Austrohongarès i el subsegüent Tractat de Trianon (1920) que desposseí al Regne d'Hongria de més d'un 70% del seu territori. Aquest territori fou atorgat als nous estats veïns de Txecoslovàquia, Ucraïna, Sèrbia, Romania, i Àustria. De resultes d'aquest tractat prop de 5 milions d'hongaresos o hongareso-parlants van quedar més enllà de les noves fronteres d'Hongria, i incomptables ciutats hongareses van ser absurdament dividides per la meitat quedant cada part en un país diferent.

## Política d'estat
El Tractat de Trianon fou considerat com alliberament per a les nacions que vivien dins de l'Imperi Austrohongarès. No obstant això, l'opinió pública hongaresa considera que el Tractat de Trianon no va ser la solució justa per a les nacionalitats que vivien en la monarquia austrohongaresa, especialment per als hongaresos. En l'opinió dels irredemptistes, Hongria va ser privada del 70% del seu territori oficial. Durant la regència de Miklós Horthy el concepte de la recuperació de la Gran Hongria va esdevenir política d'estat amb la qual es buscava donar suport als hongaresos que havien quedat fora de l'estat hongarès resignats a les noves fronteres establertes, i que no havien estat modificades durant tot un mil·lenni des de la fundació del regne per Sant  Esteve I l'any 1000.

### Disputa sobre Transsilvània

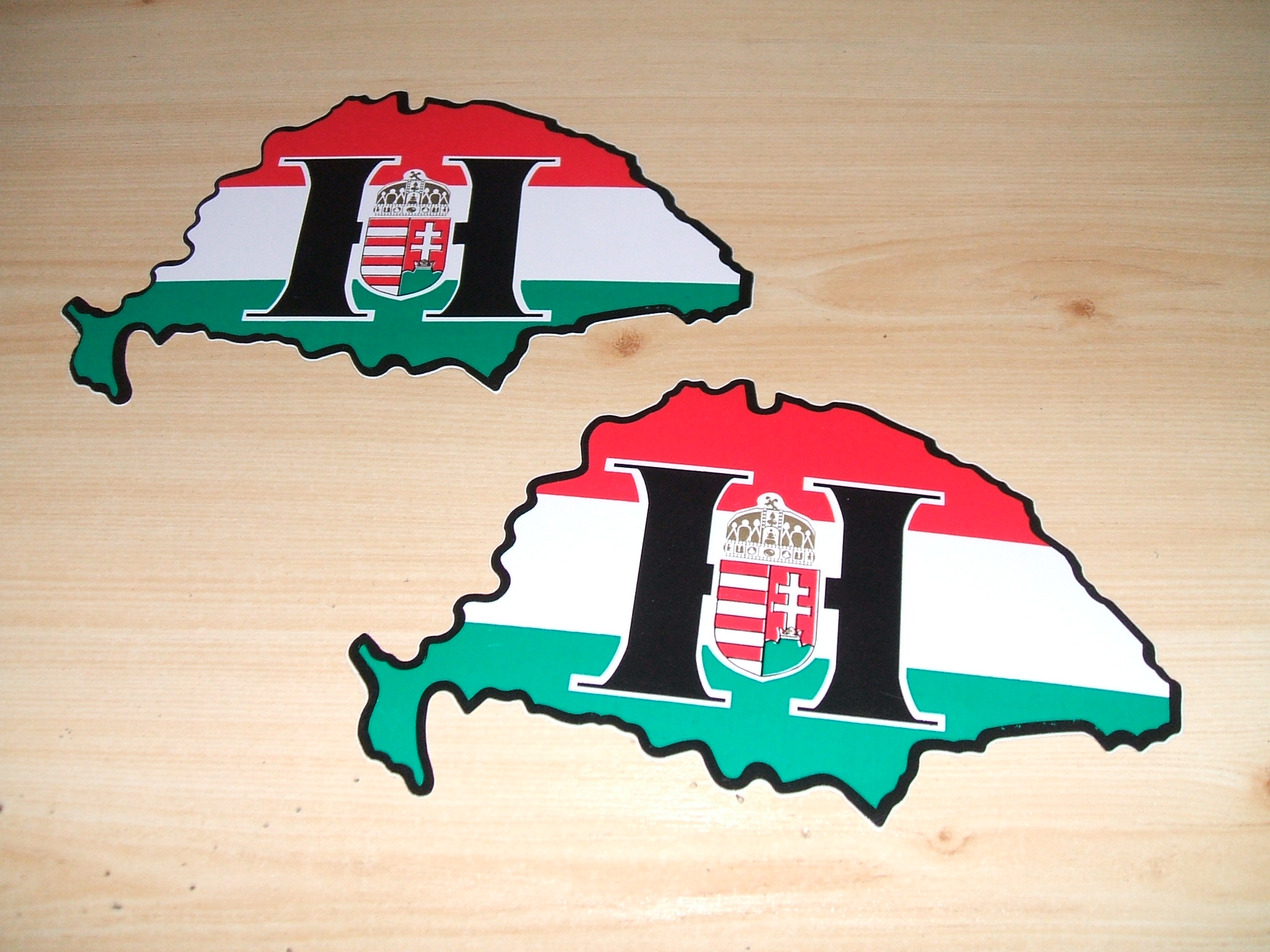
Adhesius reivindicatius de la Gran Hongria

Després de la derrota hongaresa davant de l'Imperi Otomà, a la Batalla de Mohacs de 1526, el Regne d'Hongria va quedar dividit en tres parts: una sota el control austríac, una altra sota el control turc i la tercera part va ser Transsilvània, que es va convertir en un Principat autònom dins de l'Imperi Otomà. Transsilvània, es va mantenir llavors sota el govern de la noblesa hongaresa, i eventualment va conduir sense resultat diverses guerres d'independència anti-Habsburg, per tal de reunificar el regne hongarès. Igualment durant la Guerra dels Quinze Anys, Transsilvània es va aliar amb els alemanys contra els turcs i va continuar amb el seu objectiu reunificador i independentista.
Transsilvània al llarg de la seva història va ser un estat veritablement multicultural, on les tres principals nacions (hongaresa, székely i saxona) tenien els mateixos privilegis i importància. Posteriorment, obligats a emigrar des Valàquia, molts romanesos van poblar el Principat, augmentant en una quantitat molt considerable a la ja existent en aquesta època. Posteriorment, els censos del segle xix mostren que la majoria de la població de Transsilvània ja era romanesa.
Cal destacar que durant la invasió turca a Europa, que va acabar amb la resistència hongaresa el 1526, el Principat independent de Transsilvània va ser governat per Senyors i Prínceps transsilvans de parla i identificació cultural hongaresa, que van protegir i vetllar per la supervivència de la cultura hongaresa durant 170 anys, fins que Transsilvània va ser alliberada dels turcs, només per a ser ocupada pels austríacs el 1699. Hongria no va poder alliberar-se del jou austríac fins al 1919, després d'haver portat incomptables guerres d'independència i haver aconseguit "l'Acord" de 1867, que va crear la monarquia dual, on Àustria li reconeixia un parlament a Hongria.

### Objectius actuals
Actualment hi ha diverses organitzacions irredemptistes que aspiren a canviar les fronteres i crear una Gran Hongria dins de la Unió Europea. Els irredemptistes exigeixen la devolució de territoris d'altres països europeus Àustria (la regió de Burgenland), Sèrbia (la regió de Voivodina), Romania (la regió de Transsilvània), i Eslovàquia, dels quals Hongria va ser desposseïda després de la Primera Guerra Mundial.